# Alejo Véliz (futbolista)
Alejo Véliz (Bernardo de Irigoyen, 19 de septiembre de 2003) es un futbolista profesional argentino, que juega como delantero en el Club Atlético Rosario Central de la  Primera División de Argentina.

## Trayectoria
Nació en Gödeken, una pequeña localidad de la provincia de Santa Fe, a unos 170 km de la ciudad de Rosario. Con tan solo tres años comenzó el baby en el club de su pueblo, y a los seis se mudó con su familia a Bernardo de Irigoyen, otra localidad de Santa Fe, ubicada a unos 90 kilómetros de la ciudad de Rosario, y es donde nació su mamá. Comenzó a jugar en el club Unión Deportivo y Cultural, en donde jugó hasta sus 16 años de edad.

### Rosario Central
A finales del año 2019, realizó una prueba de cuatro días en Rosario Central, en donde fue aceptado y llamado a realizar pretemporada con el club en 2020. Al momento de comenzar los entrenamientos, el técnico de su categoría fue reemplazado y debió realizar una segunda prueba en donde también fue aceptado. A punto de comenzar a jugar en inferiores, la pandemia de COVID-19 retrasó su debut un año, en quinta división, y rápidamente fue subido a reserva.
El debut en Primera División llegó el 23 de julio de 2021, cuando ingresó a los 37 minutos del segundo tiempo en la victoria 1 a 0 frente a Deportivo Táchira de Venezuela, por los octavos de final de la Copa Sudamericana 2021 en condición de local. El 2 de mayo de 2022, por la fecha 13 de la Copa de la Liga Profesional 2022, marcó su primer gol en Primera, en la derrota de Central por 2 a 1 frente al C. A. Huracán en condición de visitante.
El 21 de julio de 2022, por la fecha 9 de la Liga Profesional 2022, Alejo marcó el único gol de la victoria de Central 1 a 0 frente a su clásico rival, Newell's Old Boys, en el Estadio Gigante de Arroyito.
En el mes de julio de 2023, tras su gran actuación en la Copa del Mundo sub-20 y su gran presente en Central, numerosos clubes de las distintas ligas de Europa mostraron su interés para que Alejo forme parte de su plantel en las próximas temporadas. El miércoles 2 de agosto se anunció en distintos medios de comunicación, que Rosario Central habría aceptado la oferta del Tottenham Hotspur de la Premier League a cambio de 17 millones de dólares, más 6 millones de dólares extras por objetivos y una plusvalía del 10% de una futura venta para el club rosarino. Con un total de 23 millones de dólares brutos, la venta de Alejo Véliz bate el récord de la venta más cara de Rosario Cental, superando los 11,5 millones de dólares por Facundo Buonanotte al Brighton & Hove Albion de Inglaterra en 2022, y los 8 millones de dólares de Ángel Di María al Benfica de Portugal en 2007.

### Tottenham Hotspur
El día 8 de agosto se confirmó de manera oficial la transferencia de Alejo Véliz al Tottenham Hotspur, en donde firmó un contrato hasta junio del año 2029. Además el club inglés realizó una presentación oficial del jugador luciendo la camiseta número 36, dorsal que utilizará en su nuevo club.
El día 30 de septiembre Alejo debuta con la camiseta del club inglés ingresando en el minuto 90 de juego, mientras el Tottenham empataba 1 a 1 frente al Liverpool por la fecha 7 de la Premier League. Veliz disputó los 8 minutos del tiempo adicionado donde su equipo consiguió la victoria por 2 a 1. El 28 de diciembre, Alejo marcó su primer gol en la Premier League al anotar el primer gol del Tottenham en la derrota por 4 a 2 frente al Brighton por la fecha 19 de la temporada.
El 31 de diciembre, luego de ingresar a los 82 minutos en la victoria por 3 a 1 frente al AFC Bournemouth, Alejo debió ser retirado del campo de juego tras una jugada desafortunada. Días después se confirmó que sufrió una lesión en un ligamento de la rodilla derecha que lo dejará por dos meses afuera de las canchas.

### Sevilla F. C.
El 2 de febrero de 2024, el Sevilla de Andalucía oficializó su llegada a préstamos por seis meses, hasta que se de por finalizada la temporada 2023-24. En dicho club utilizará la camiseta número 10 del equipo, la misma que utilizó Diego Armando Maradona en su paso por el club en la temporada 1992-93.
Con pocos minutos, solo jugaría 6 partidos sin poder anotar tantos, obligando al Tottenham a interrumpir el préstamo solo con tres meses de llegado. De esta manera, se terminó su estadía en el club.

### Espanyol
Tras varios meses sin jugar salió nuevamente a préstamo el 7 de agosto de 2024, también a la liga española, esta vez al RCD Espanyol de Barcelona. En dicho club, Alejo no logró consolidarse como titular en el equipo pero disputó 29 partidos y convirtió 4 goles con la camiseta de dicho club. Tres de esos goles fueron convertidos en un mismo partido frente al San Tirso SD por la Copa del Rey de aquella temporada; lo que significó el primer hat-trick en la carrera de Alejo. Al finalizar la temporada, y por ende la cesión de préstamo, Véliz regreso a Inglaterra para reincorporarse al Tottenham.

## Selección nacional

### Selección sub-20
En noviembre de 2021, fue convocado por Fernando Batista para realizar entrenamientos con la selección sub-20 de Argentina. Fue nuevamente citado en dos oportunidades en febrero de 2022 por Javier Mascherano, quien reemplazo a Batista como técnico de la selección sub-20.

#### Sudamericano Colombia 2023
A fines del 2022, fue incluido por Mascherano en una preselección para preparar el plantel que disputaría Sudamericano Sub-20 a realizarse en Colombia en enero del 2023. El 6 de enero fue publicada la lista de los convocados oficiales, integrada por él y dos de sus compañeros de Rosario Central, Gino Infantino y Ulises Ciccioli.
Realizó su debut con la camiseta de la selección el día 21 de enero de 2023 en la derrota por 2 a 1 frente a la Selección sub-20 de Paraguay en el primer partido de la Argentina. Disputó los cuatro partidos de la fase de grupos del torneo, dos como titular y dos ingresando desde el banco de suplentes. El equipo fue eliminado tras tres derrotas y una sola victoria, no pudiendo lograr así la clasificación a la Copa del Mundo sub-20 a realizarse en Indonesia.

#### Copa del Mundo 2023
Luego que la FIFA le quitara a Indonesia la sede del Mundial sub-20 2023 y la posterior confirmación de Argentina como nuevo país anfitrión, la selección sub-20 de Argentina recibió una clasificación automática al ser el nuevo país organizador. Alejo Véliz fue incluido dentro de la preselección de 37 jugadores junto a dos de sus compañeros de Rosario Central, Gino Infantino y Ulises Ciccioli.
El 5 de mayo se dio a conocer la lista oficial de los 21 jugadores convocados de Javier Mascherano para disputar el Mundial sub-20, en la que se incluye a Alejo y a su compañero de plantel canalla Gino Infantino.
En el debut de la selección argentina en la Copa del Mundo, el conjunto de Mascherano ganó su primer partido 2 a 1 frente a sus pares de Uzbekistán, en donde Alejo marcó el primer gol de la Argentina; lo que también significó su primer gol con la camiseta de la selección. Disputó los dos encuentros restantes de la fase de grupos frente a Guatemala (como titular) y Nueva Zelanda (ingresando en el segundo tiempo), en los que convirtió un gol en cada partido. Argentina clasificó en primer lugar en el grupo A.
Finalmente, la selección quedaría eliminada en la siguiente instancia de octavos de final, cayendo por 2 a 0 frente a Nigeria.

### Participaciones en competencias
| Torneo                   | Sede      | Resultado        | Partidos | Goles | Asistencias |
| ------------------------ | --------- | ---------------- | -------- | ----- | ----------- |
| Sudamericano Sub-20 2023 | Colombia  | Primera ronda    | 4        | 0     | 0           |
| Mundial Sub-20 2023      | Argentina | Octavos de final | 4        | 3     | 0           |
| Total                    | Total     | Total            | 8        | 3     | 0           |

## Estadísticas

### Clubes
Actualizado al último partido disputado el 16 de agosto de 2025.
| Club                               | Div.          | Temporada     | Liga  | Liga  | Liga   | Copas nacionales | Copas nacionales | Copas nacionales | Copas internacionales | Copas internacionales | Copas internacionales | Total | Total | Total  |
| Club                               | Div.          | Temporada     | Part. | Goles | Asist. | Part.            | Goles            | Asist.           | Part.                 | Goles                 | Asist.                | Part. | Goles | Asist. |
| ---------------------------------- | ------------- | ------------- | ----- | ----- | ------ | ---------------- | ---------------- | ---------------- | --------------------- | --------------------- | --------------------- | ----- | ----- | ------ |
| C. A. Rosario Central Argentina    | 1.ª           | 2021          | 4     | 0     | 0      | 0                | 0                | 0                | 1                     | 0                     | 0                     | 5     | 0     | 0      |
| C. A. Rosario Central Argentina    | 1.ª           | 2022          | 26    | 6     | 1      | 8                | 2                | 0                | ―                     | ―                     | ―                     | 34    | 8     | 1      |
| C. A. Rosario Central Argentina    | 1.ª           | 2023          | 23    | 11    | 1      | 1                | 0                | 0                | ―                     | ―                     | ―                     | 24    | 11    | 1      |
| Tottenham Hotspur F. C. Inglaterra | 1.ª           | 2023-24       | 8     | 1     | 0      | 0                | 0                | 0                | ―                     | ―                     | ―                     | 8     | 1     | 0      |
| Tottenham Hotspur F. C. Inglaterra | Total club    | Total club    | 8     | 1     | 0      | 0                | 0                | 0                | 0                     | 0                     | 0                     | 8     | 1     | 0      |
| Sevilla F. C. · España             | 1.ª           | 2023-24       | 6     | 0     | 0      | —                | —                | —                | ―                     | ―                     | ―                     | 6     | 0     | 0      |
| Sevilla F. C. · España             | Total club    | Total club    | 6     | 0     | 0      | 0                | 0                | 0                | 0                     | 0                     | 0                     | 6     | 0     | 0      |
| R. C. D. Espanyol · España         | 1.ª           | 2024-25       | 27    | 1     | 0      | 2                | 3                | 0                | ―                     | ―                     | ―                     | 29    | 4     | 0      |
| R. C. D. Espanyol · España         | Total club    | Total club    | 27    | 1     | 0      | 2                | 3                | 0                | 0                     | 0                     | 0                     | 29    | 4     | 0      |
| C. A. Rosario Central Argentina    | 1.ª           | 2025          | 5     | 1     | 0      | —                | —                | —                | —                     | —                     | —                     | 5     | 1     | 0      |
| C. A. Rosario Central Argentina    | Total club    | Total club    | 58    | 18    | 2      | 9                | 2                | 0                | 1                     | 0                     | 0                     | 68    | 20    | 2      |
| Total carrera                      | Total carrera | Total carrera | 99    | 20    | 2      | 11               | 5                | 0                | 1                     | 0                     | 0                     | 111   | 25    | 2      |

### Selección
Actualizado al 31 de mayo del 2023.
| Selección                                                                                      | Año   | Amistosos | Amistosos | Amistosos | Eliminatorias | Eliminatorias | Eliminatorias | Mundial/ JJ.OO.(1) | Mundial/ JJ.OO.(1) | Mundial/ JJ.OO.(1) | Copa América/Sudamericano (2) | Copa América/Sudamericano (2) | Copa América/Sudamericano (2) | Total | Total | Total  |
| Selección                                                                                      | Año   | Part.     | Goles     | Asist.    | Part.         | Goles         | Asist.        | Part.              | Goles              | Asist.             | Part.                         | Goles                         | Asist.                        | Part. | Goles | Asist. |
| ---------------------------------------------------------------------------------------------- | ----- | --------- | --------- | --------- | ------------- | ------------- | ------------- | ------------------ | ------------------ | ------------------ | ----------------------------- | ----------------------------- | ----------------------------- | ----- | ----- | ------ |
| Sub-20 Argentina                                                                               | 2023  | 2         | 0         | 0         | -             | -             | -             | 4                  | 3                  | 0                  | 4                             | 0                             | 0                             | 10    | 3     | 0      |
| Sub-20 Argentina                                                                               | Total | 2         | 0         | 0         | -             | -             | -             | 4                  | 3                  | 0                  | 4                             | 0                             | 0                             | 10    | 3     | 0      |
| (1) Incluye Copa Mundial de Fútbol Sub-20 (2) Incluye Campeonato Sudamericano de Fútbol Sub-20 |       |           |           |           |               |               |               |                    |                    |                    |                               |                               |                               |       |       |        |

### Resumen estadístico
| Competición           | Partidos | Goles | Promedio |
| --------------------- | -------- | ----- | -------- |
| Primera División      | 99       | 20    | 0,19     |
| Copas nacionales      | 11       | 5     | 0,45     |
| Copas internacionales | 1        | 0     | 0,00     |
| Selección Sub-20      | 10       | 3     | 0,30     |
| Total                 | 121      | 28    | 0,23     |

### Hat-tricks
| Lista de partidos en los que anotó 3 goles o más | Lista de partidos en los que anotó 3 goles o más | Lista de partidos en los que anotó 3 goles o más | Lista de partidos en los que anotó 3 goles o más | Lista de partidos en los que anotó 3 goles o más | Lista de partidos en los que anotó 3 goles o más | Lista de partidos en los que anotó 3 goles o más |
| N.º                                              | Fecha                                            | Estadio                                          | Partido                                          | Goles                                            | Resultado                                        | Competición                                      |
| ------------------------------------------------ | ------------------------------------------------ | ------------------------------------------------ | ------------------------------------------------ | ------------------------------------------------ | ------------------------------------------------ | ------------------------------------------------ |
| 1                                                | 31 de octubre de 2024                            | Estadio de Riazor, La Coruña, España             | San Tirso SD - R.C.D. Espanyol                   |                                                  | 0 - 4                                            | Copa del Rey 2024-25                             |